# Cuvieria huxleyi
Cuvieria huxleyi är en nässeldjursart som först beskrevs av Ernst Haeckel 1879.  Cuvieria huxleyi ingår i släktet Cuvieria och familjen Dipleurosomatidae. Inga underarter finns listade i Catalogue of Life.